# Typhulaceae
Typhulaceae es una familia de hongos Agaricales, está compuesta por 6 géneros y más de 220 especies.

## Géneros
- Lutypha
- Macrotyphula
- Pistillaria
- Pistillina
- Sclerotium
- Typhula